# Palazzo Duodo (Santa Croce)

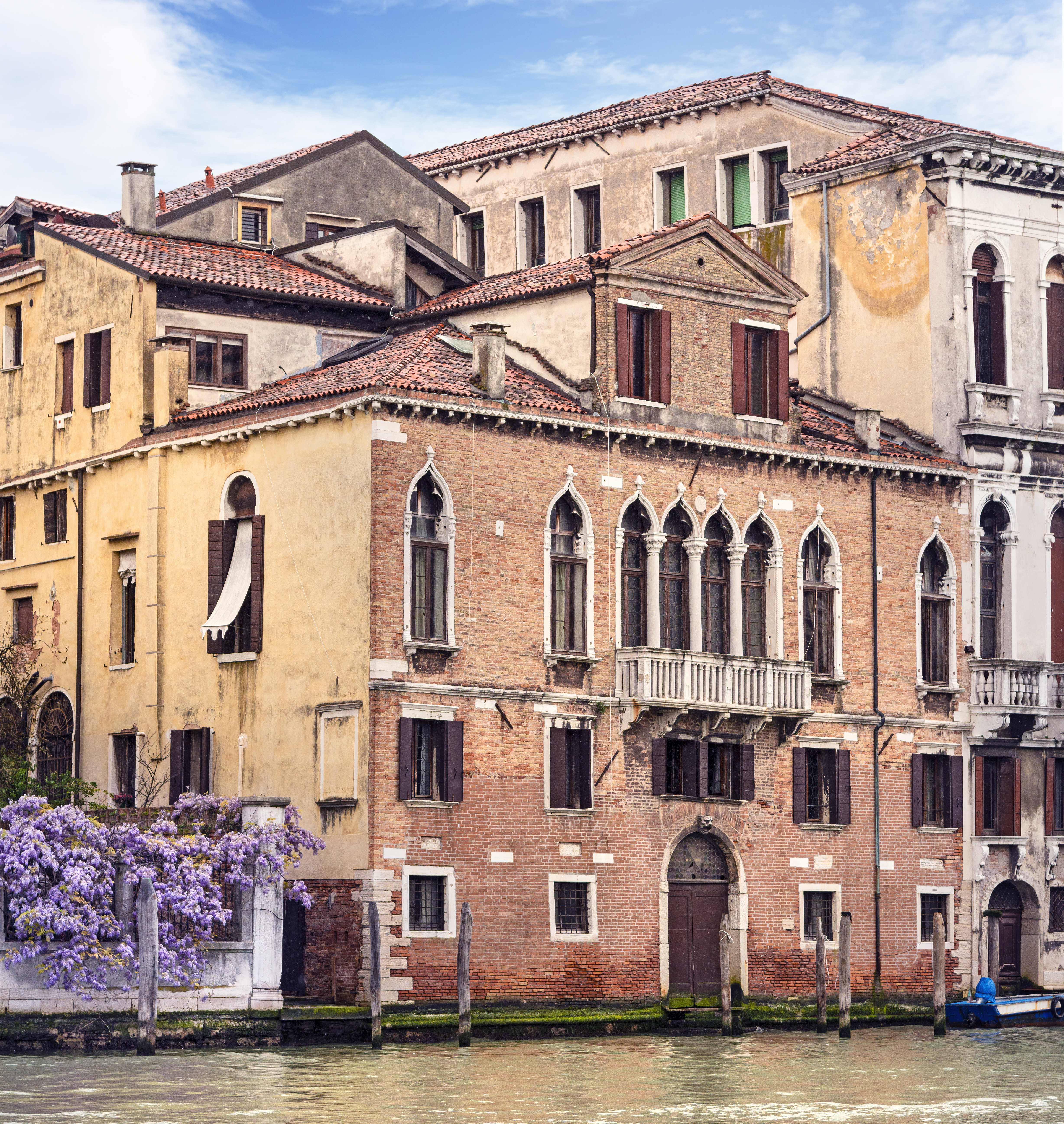
Palazzo Duodo links neben der Ca’ Tron

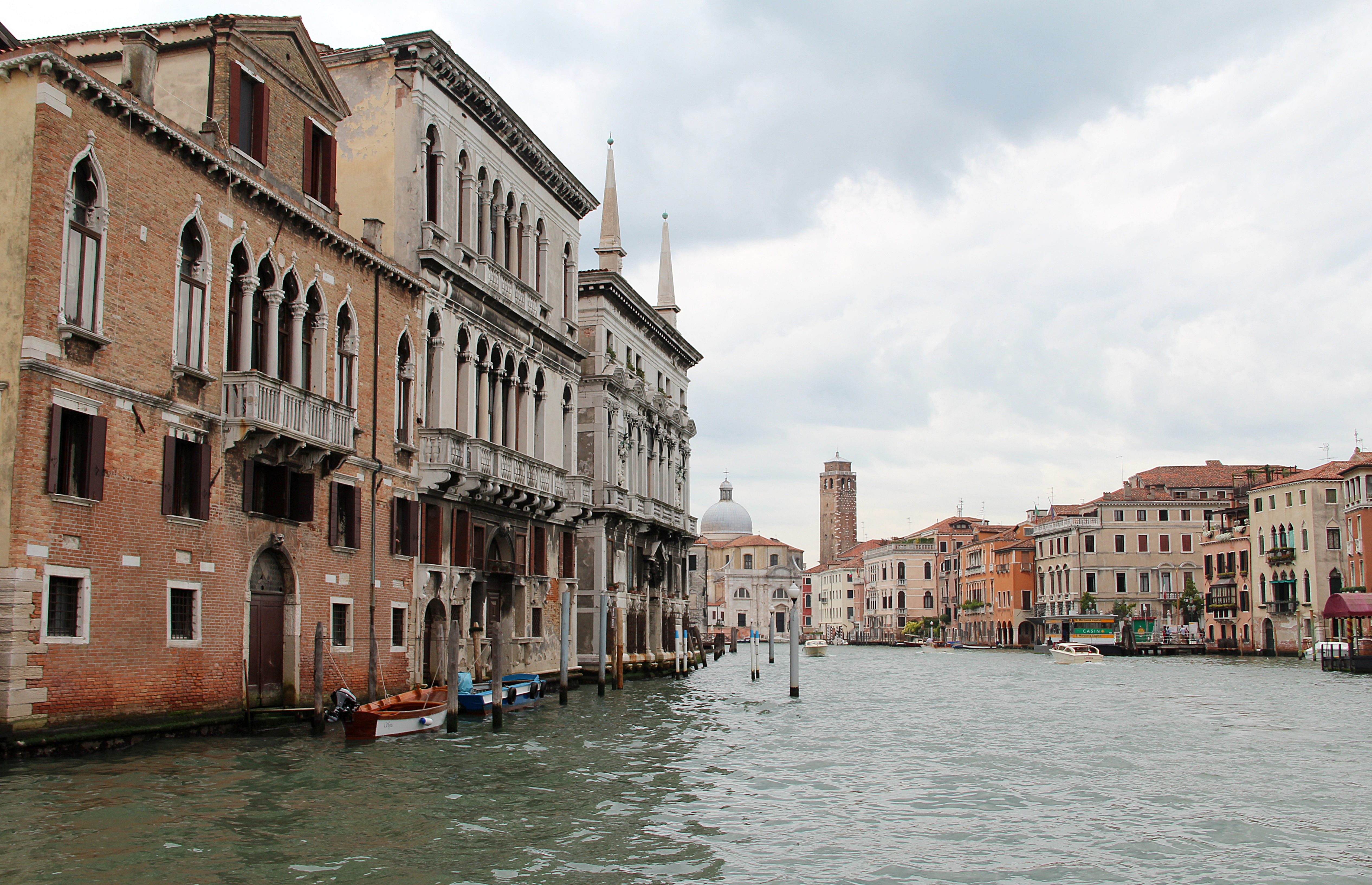
Der Palazzo Duodo wurde neben Ca'Tron und Palazzo Belloni Batagia im Stadtteil Santa Croce am rechten Ufer des Canal Grande in Venedig erbaut.

Der Palazzo Duodo (auch Palazzo Duodo Balbi-Valier) ist ein Palast in Venedig in der italienischen Region Venetien. Er liegt im Sestiere Santa Croce mit Blick auf den Canal Grande neben der Ca’ Tron und in der Nähe der Kirche San Stae.

## Geschichte
Dieser Palast ist eine uralte Adelsresidenz und stammt aus dem späten 14. oder frühen 15. Jahrhundert. Im darauffolgenden Jahrhundert wurde er umgebaut, behielt aber seine Proportionen. Der Palazzo Duodo ist nach seinen Eigentümern im 19. Jahrhundert, Angehörigen der Familie Duodo, benannt. Später fiel das Gebäude an die Familie Balbi Valier. Heute ist der mehrmals restaurierte Palast in gutem Zustand und weiterhin ein privates Wohnhaus.

## Beschreibung
Der Palazzo Duodo hat zwei Vollgeschosse und ein Mezzaningeschoss. Die Fassade ist in venezianischer Gotik gehalten. In der Mitte über der fein gearbeiteten, gezahnten Dachtraufe des alten Gebäudes ist eine kleine Dachgaube mit Tympanon und zwei einzelnen Fenstern aufgebaut, die sicherlich aus späterer Zeit stammt. Die Fenstereinteilung des einzigen Hauptgeschosses entspricht einem Schema, das man an vielen gotischen Fassaden der Lagunenstadt findet: ein Paar einzelne Kielbogenfenster an den Seiten und in der Mitte ein Vierfachfenster mit Balustern. Das einzige weitere gotische Element an der Fassade ist das alte Portal zum Wasser.